# Vasile Maniu
Vasile Maniu (n. 24 decembrie 1824, Lugoj, Severin⁠(d), Imperiul Austriac – d. 10 martie 1901, București, România) a fost un publicist, istoric, scriitor și avocat român, deputat, participant la Revoluția română de la 1848 și membru al Academiei Române.

## Viața și opera
Ca scriitor, opera sa este puternic influențată de curentul iluminist, drept dovadă că se va apleca asupra unor aspecte ce țin de naționalism și națiune română. O contribuție semnificativă are în chestiunea originii poporului român, pe care o sintetizează într-o manieră actuală acelor vremuri.
De asemenea, scrie piese de teatru cu subtrat istoric. O parte dintre operele sale sunt: 
- Raspunsul replicativ la brosura d-lui protopresviteru Meletie Dreghici intitulată „Care suntu literile romane?”, Timisoara,1856, 48 p.
- Disertație istorico-critica si literară tractîndu despre originea Romanilor din Dacia Traiană, Timișoara, 1857, 645 p.
- Mișcarea literaturii istorice in România si in străinătate cu referință la Români in anul 1879, in AAR, Seria II, torn. II, sect. I, p. 258-273
- Românii In literatura straină. Studii istorico-critice si etnologice cu un memoriu asupra mișcărei literaturii istorice in străinătate și la noi urmată în decursul anilor 1880 si 1881, ibidem, Seria II, tom. V, secț. II și în extras 166 p.
- Unitatea latină sau cauza romană în procesul naționalitatiloru din punctul de vedere istoric, juridic si politic, Bucuresti, 1867, 72 p.[1]
- Dare de séma asupr'a operei D-lui Jung- „Romanii si Românii”.[2]